# 1923 en Italie
Chronologie de l'Italie
- 1919
- 1920
- 1921
- 1922
- 1923
- 1924
- 1925
- 1926
- 1927

Cette page concerne l'année 1923 du calendrier grégorien en Italie.

## Événements
- 11 janvier : décret royal créant le parc national des Abruzzes[1].
- 14 janvier : le gouvernement du royaume d'Italie crée par décret royal, pour le 1er février, la Milice volontaire pour la sécurité nationale (MVSN) chargée, avec la police et l’armée, d’assurer l’ordre public[2]. Recrutée parmi les fascistes, elle est placée sous les ordres directs du Duce.

- 23 janvier : à la suite du meurtre d'un fasciste, à La Spezia, une expédition punitive fait 6 victimes[3].
- 3 février : arrestation du dirigeant communiste Amadeo Bordiga à Rome, suivie par celle de la plupart des dirigeants du Parti communiste italien[2].
- 26 février :
  - les forces italiennes menées par le gouverneur de Tripolitaine Giuseppe Volpi occupent Misrata en Libye. La pacification de la Libye commence[4]. contre les tentatives récurrentes de soulèvement des Arabes contre l’occupation italienne, soutenues par le mouvement religieux Senousiste (1922-1931).
  - l'Association nationaliste italienne fusionne avec le Parti national fasciste[2].
- 1er mars : réunion à Abbazia de la commission italo-yougoslave pour examiner la question de Fiume conformément aux dispositions stipulées à Rapallo[5].
- 28 mars : décret royal créant la Regia Aeronautica, Armée de l'air autonome[6].
- 12 avril : le congrès national du parti populaire italien réuni à Turin décide de ne plus soutenir le gouvernement fasciste[2].
- 21 avril : célébration de la fondation de Rome, qui devient fête nationale et remplace la fête du Travail (1er mai), qui est supprimée[2].
- 23 avril : cherchant à faire disparaître le parti populaire et à rallier une partie de l’électorat catholique, Mussolini révoque les ministres populaires[2].

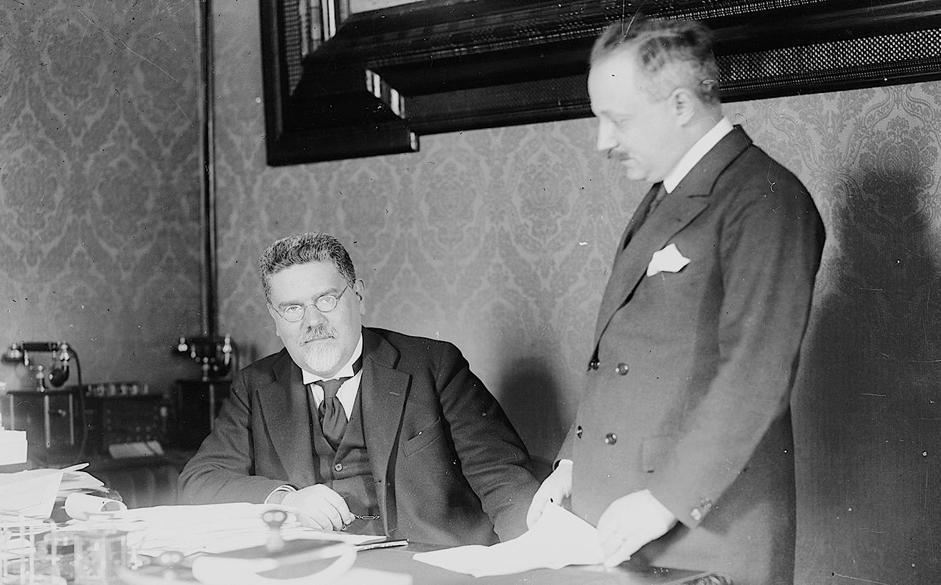
Le ministre de l'Éducation Giovanni Gentile et Leonardo Severi à Rome en 1923.

- 27 avril : adoption de la réforme Gentile (it) par le Parlement, une réforme de l’éducation menée par le ministre philosophe Giovanni Gentile (fin en 1924)[2].
- 1er mai : la grève et les manifestations sont interdites. Les journaux L'Avanti! et L'Unità sont saisit pour avoir appelé à la grève. Les fascistes envahissent la Bourse du travail à Milan[7]. Le gouvernement, qui cherche à s’attirer la sympathie des milieux conservateurs, ordonne l’arrestation des coupables.
- 19 mai-21 octobre : première Biennale des arts décoratifs dans la villa royale de Monza[8].
- 15 juin : premier numéro de Critica fascista, une revue bimensuelle fondée par Giuseppe Bottai pour approfondir et enrichir le débat intellectuel au sein du mouvement fasciste et former la future classe dirigeante[2].
- 15 juillet :
  - le sénateur Ettore Tolomei publie lors d'une manifestation à Bolzano un programme d'assimilation et d'italianisation du Haut-Adige en 32 points[9].
  - un premier décret-loi limite la liberté de la presse[10].
- 16 juillet : le siège du quotidien catholique L'Italia est incendié par les fascistes[11].
- 21 juillet : loi Acerbo. La chambre approuve une nouvelle loi électorale donnant la majorité des 2/3 de sièges à la liste qui obtenait au moins 25 % des suffrages. La loi est approuvée à son tour par le Sénat le 13 novembre[2].
- 24 juillet : la souveraineté italienne sur le Dodécanèse est confirmé par le traité de Lausanne[2].

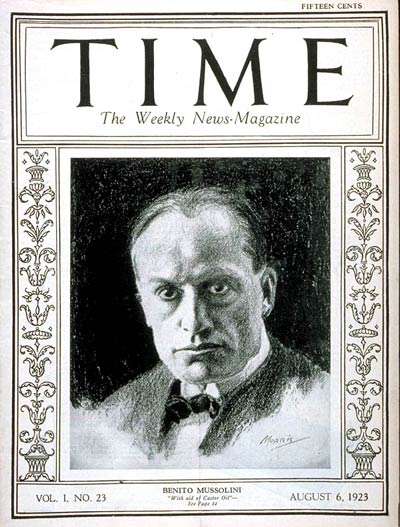
Benito Mussolini en couverture du Time Magazine le 6 août 1923.

- 27 août : les membres d’une mission militaire italienne dont le général Tellini, chargée d’établir la frontière entre l’Albanie et la Grèce, sont tués près de Janina, en Grèce[2].
- 31 août - 27 septembre : incident de Corfou. Après avoir demandé au gouvernement grec des réparations humiliantes, Mussolini ordonne le bombardement et l’occupation de Corfou. Cédant aux pressions anglaises et de la SDN, il accepte une formule de compromis. La flotte italienne évacue Corfou[2].
- 21 septembre : les membres du nouvel exécutif du Parti communiste italien (Tasca, Togliatti, Vota, Gennari, Leonetti) et d'autres membres du parti sont arrêtés à Milan et enfermés à la prison San Vittore[12].

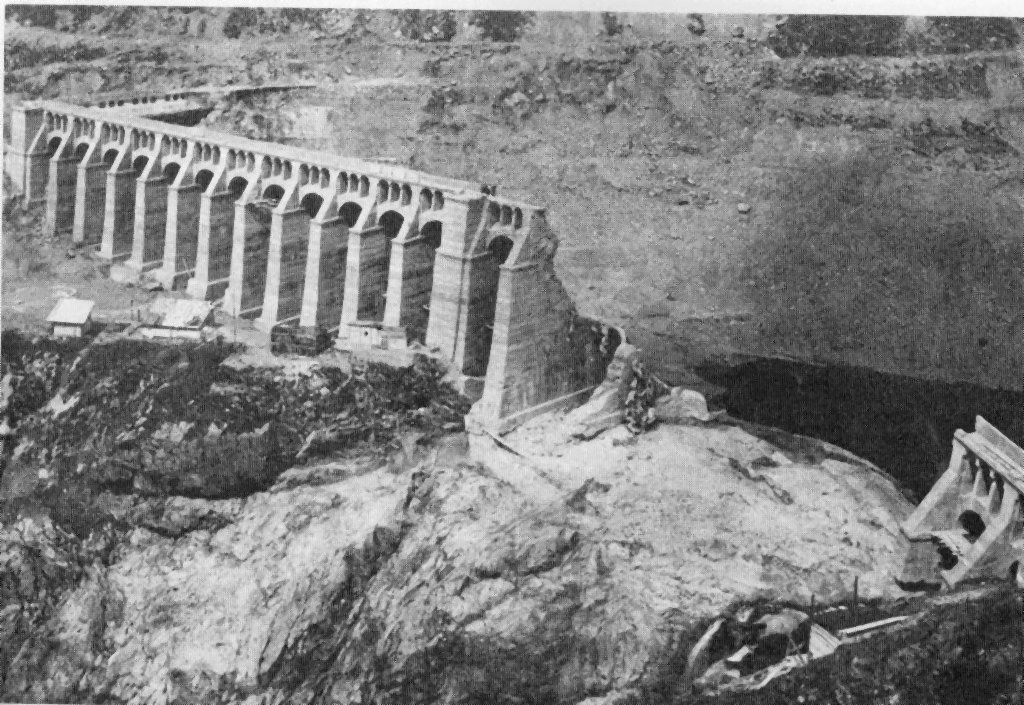
Le barrage du Gleno en 1923

- 1er décembre : rupture du barrage du Gleno[13] faisant de 350 à 600 morts.
- 10 décembre : le roi met fin à la session parlementaire[14].
- 30 décembre : promulgation de la loi-cadre sur l'assainissement des marais, dite loi Serpieri[15].

## Économie
- L’État italien est au stade embryonnaire et possède des prérogatives économiques et sociales très limitées. Il compte moins de 35 000 fonctionnaires, essentiellement dans la police. Mussolini, qui veut développer et renforcer les prérogatives de l’État, entame une politique de recrutement massif dans la fonction publique (329 000 employés en 1923).
- Réforme fiscale pour encourager les investissements de l’étranger (abolition des surtaxes de guerre sur les hauts salaires et impôt progressif sur le revenu).

## Culture

### Livres parus en 1923
- Italo Svevo : La Conscience de Zeno.

## Naissances en 1923
- 1er janvier : Valentina Cortese, actrice. († 10 juillet 2019)
- 10 février : Roberto Renzi, scénariste de bandes dessinées. († 23 octobre 2018)
- 12 février : Franco Zeffirelli, réalisateur, scénariste et producteur de cinéma. († 15 juin 2019)
- 19 avril : Rocco Scotellaro, écrivain, romancier, poète et homme politique, lauréat du prix Viareggio.. († 15 décembre 1953)
- 28 septembre : Marcello Mastroianni, comédien. († 19 décembre 1996).
- 15 octobre : Italo Calvino, écrivain. († 19 septembre 1985).
- 25 octobre : Achille Silvestrini, cardinal, préfet émérite de la Congrégation pour les Églises orientales. († 29 août 2019)
- 27 novembre : Adriana Serra, mannequin et actrice, Miss Italie 1941. († 13 novembre 1995)
- 8 décembre : Maria Perego, artiste de l'animation. († 7 novembre 2019)

## Décès en 1923
- 14 juillet : Ernesto Azzini, 37 ans, coureur cycliste, premier Italien à avoir gagné une étape du Tour de France, en 1910. (° 17 octobre 1885)
- 19 août : Vilfredo Pareto, 75 ans, sociologue et économiste, professeur à l'université de Lausanne. (° 15 juillet 1848)
- 10 novembre : Ricciotto Canudo, 46 ans, écrivain franco-italien, romancier, poète, philosophe, critique d'art, critique littéraire, critique de cinéma, musicologue, scénariste. (° 2 janvier 1877)